# Oryzias luzonensis
Oryzias luzonensis is een straalvinnige vissensoort uit de familie van de schoffeltandkarpers (Adrianichthyidae). De wetenschappelijke naam van de soort is voor het eerst geldig gepubliceerd in 1934 door Herre & Ablan.